# Angelândia
Angelândia is een gemeente in de Braziliaanse deelstaat Minas Gerais. De gemeente telt 8.571 inwoners (schatting 2009).

## Aangrenzende gemeenten
De gemeente grenst aan Capelinha, Malacacheta, Minas Novas en Setubinha.